# Święty Petroniusz
Święty Petroniusz (zm. ok. 450) – biskup Bolonii.
Syn prefekta pretorianów Petroniusza. Najprawdopodobniej był rzymskim urzędnikiem, który udał się do Palestyny i odwiedzał święte miejsca. Pod wpływem podróży został duchownym, a około 432 roku został biskupem Bolonii. Jego dwoma głównymi osiągnięciami była naprawa wielu budynków i kościołów, zniszczonych przez Gotów podczas ich inwazji na cesarstwo zachodniorzymskie oraz budowa klasztoru świętego Stefana w Bolonii, wzorowanego na religijnych budowlach Ziemi Świętej.
Wspomnienie liturgiczne obchodzone jest 4 października.